# هيروشي هوندا (رسام)
هيروشي هوندا (بالإنجليزية: Hiroshi Honda)‏ هو رسام أمريكي، ولد في 1910، وتوفي في 1970.